# Kegeliella houtteana
Kegeliella houtteana là một loài thực vật có hoa trong họ Lan. Loài này được (Rchb.f.) L.O.Williams mô tả khoa học đầu tiên năm 1942.

## Hình ảnh

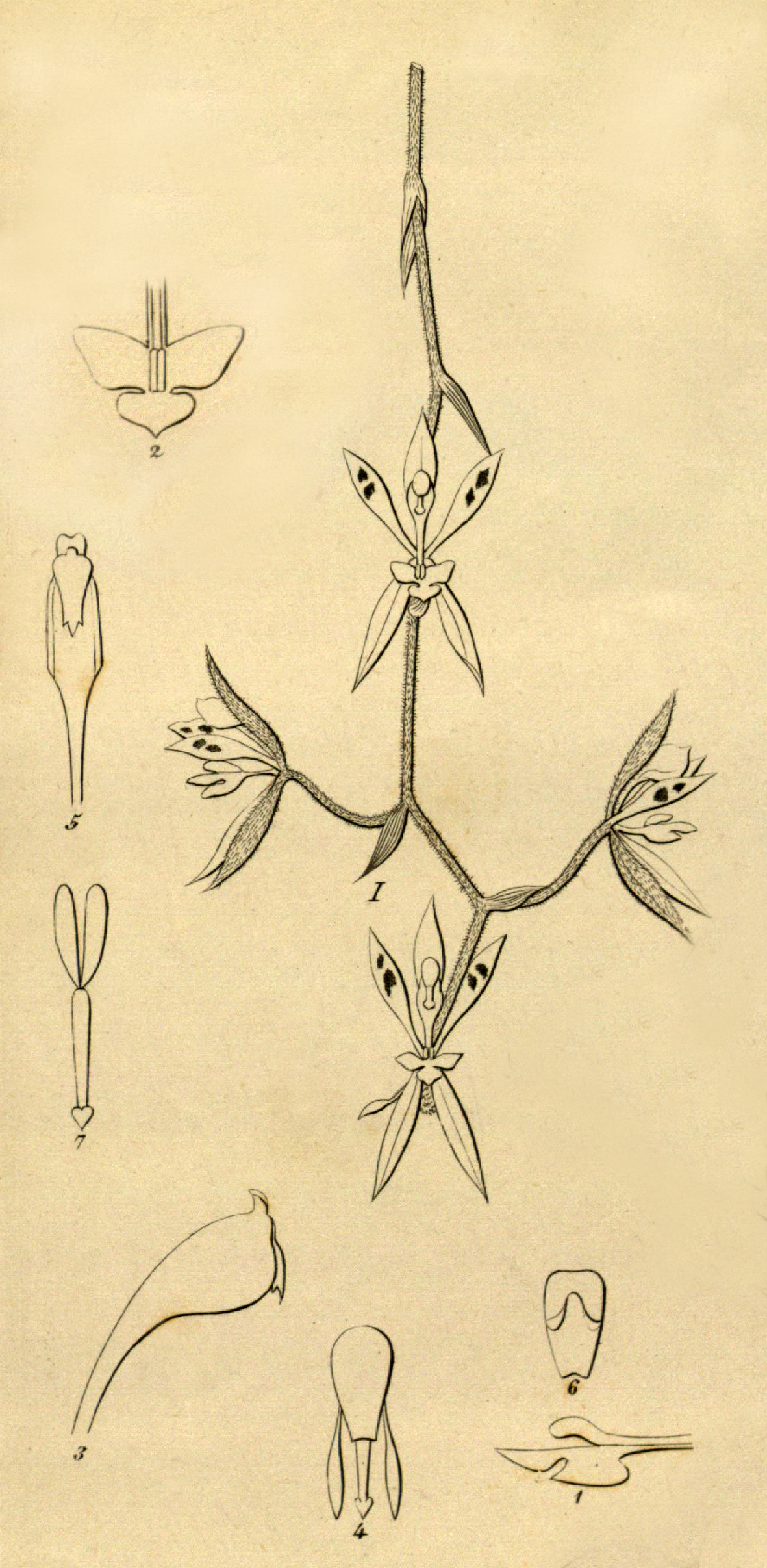